# Lamborghini Murciélago
Lamborghini Murciélago je športni avtomobil, ki so ga izdelovali med letoma 2001 in 2010. Izdelali so jih 4099. Bil je prvi Lamborghinijev model, ki so ga izdelovali pod vodstvom Audija. Imel je štirikolesni pogon in motor na sredini. Imel je »škarjasta vrata«. Bil je naslednik Diabla, nasledil pa ga je Aventador.

## Modeli

### Murciélago
Prvi model Murciélaga so izdelovali od leta 2001 do leta 2006. Motor je imel V12 in je proizvajal 572 konjev.

### Murciélago Roadster
Obliko Roadster so uvedli leta 2004. Ta model ni imel trde strehe, imel pa je mehko streho. Z mehko streho so odsvetovali vožnjo nad 160km/h.

### LP640
Marca leta 2006 so uvedli nov model. Motor je imel 6.5 L, ki je proizvajal 640 konjev (in zaradi tega je bil poimenovan LP640). Poleg motorja so posodobili tudi zunanjost. Leta 2008 je bil imenovan avto z največjo porabo goriva na 100km. V mestu porablja približno 29L/100km, na avtocesti pa približno 18L/100km.

### LP640 Roadster
Leta 2006 so roadsterju poboljšali motor, ki je zdaj proizvajal 640 konjev, zato so ta roadster poimenovali LP640.

### LP670-4 SV (Superveloce)
Leta 2009 so uvedli zadnji in najmočnejši model Murciélaga. LP670 je bil poimenovan zato, ker je njegov motor proizvajal 670 konjev. Temu modelu so tudi zmanjšali težo za 100kg tako, da so za izdelavo porabili veliko ogljikovih vlaken in uporabili so lažji izpušni sistem. Ta model vsebuje tudi velik spojler, če pa so kupci želeli, pa so si lahko izbrali tudi manjši spoiler. Če je imel avtomobil velik spoiler, je dosegel najvišjo hitrost 336km/h, če pa je imel manjši spojler, je dosegel največjo hitrost 341km/h. Proizvedli so jih samo 186.